# XG
XG (acroniem voor Xtraordinary Girls ) is een Japanse meidengroep gevestigd in Zuid-Korea. De groep werd gevormd door Xgalx, een dochteronderneming van Avex, en bestaat uit zeven leden: Jurin, Chisa, Hinata, Juria, Cocona, Maya en Harvey. Ze debuteerden  op 18 maart 2022 met de single "Tippy Toes". De fandomnaam van XG is "Alphaz".

## Geschiedenis

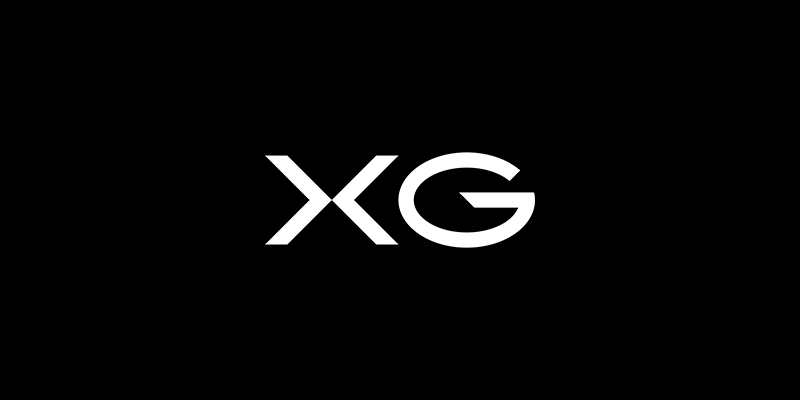
Het officiële logo van XG

De socialemedia-accounts van XG werden gelanceerd op 25 januari 2022. In de weken daarna werden teasers uitgebracht, waaronder een cover "Peaches" van Justin Bieber, uitgevoerd door Juria en Chisa.
Op 25 januari 2023 bracht XG hun derde volledig Engelstalige single uit, "Shooting Star", samen met de bijbehorende videoclip en een extra nummer, "Left Right". In mei 2024 brachten ze de single "Woke Up" uit. Op 8 november bracht XG het mini-album Awe uit, samen met een videoclip voor de single "Howling".

## Albums
XG heeft twee mini-albums uitgegeven:
- New DNA (2023)[7]
- Awe (2024)[8]

## Prijzen
- In 2022 won XG de "Rising Star Award" tijdens de MTV Video Movie Awards Japan.[9]
- In 2023 won de groep "Next Star - Women" prijs tijdens K-STAR MVA.[10]

## Leden
- Chisa
- Hinata
- Jurin – leider[11]
- Harvey
- Juria
- Maya
- Cocona